# ジュート人

ジュート人の故郷ユトラント半島

ジュート人（ジュートじん、英: Jutes（英語発音: [dʒuːts]、ジューツ）、独: Jüten（ドイツ語発音: [jyːten]、ユーテン））は、西方系ゲルマン人の一種。
原住地は、ジュート人が住む地の意味のユトランド半島北部やヴェーゼル川河口の地域。
ゲルマン民族の大移動の時代には、北方系のデーン人の到来により圧迫されアングル人やサクソン人とともにブリテン島に移住した。
七王国の一つケント王国を建国したといわれ、領内のカンタベリーからキリスト教がブリテン島に広まった。後にジュート人はアングロ・サクソン人に同化し、その痕跡を止めていない。

## 南ブリテンへの入植
「アングロサクソン人のブリテンへの入植」も参照

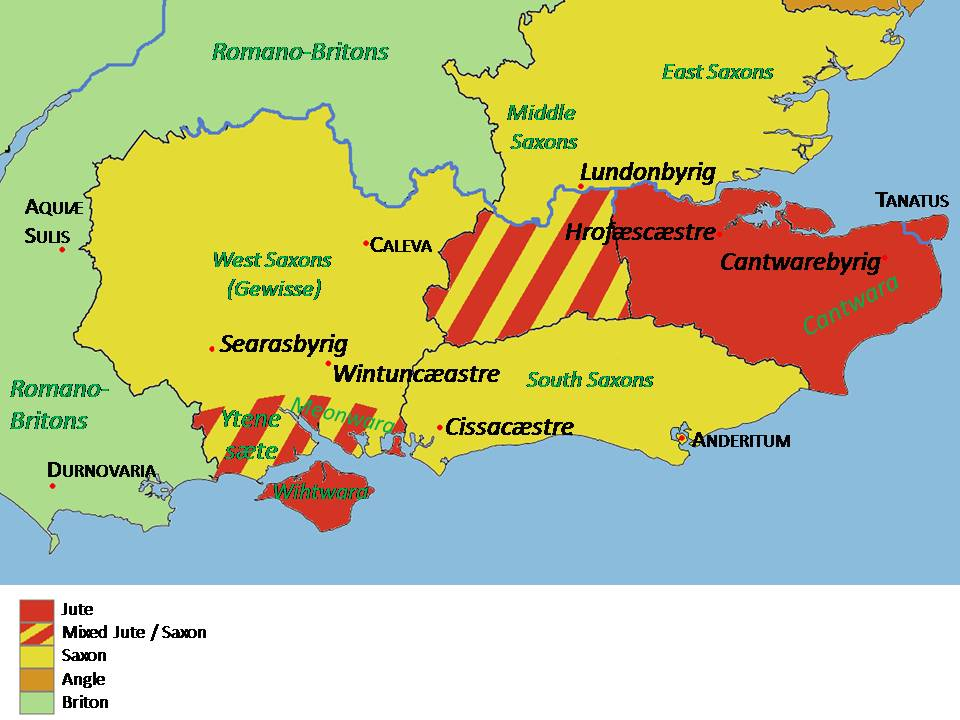
575年頃のジュート人入植を表した地図

ローマ帝国占領後からノルマン・コンクエストまでの間に、ゲルマン系の人々がイングランドへやってきた。
『アングロサクソン年代記』では、歴史家たちがアングロサクソン人定住の基礎であるとしている伝説を記述している。
『アングロサクソン年代記』には、449年にヘンギストとホルサの兄弟がヴォーティガンによりピクト人との戦争の援軍として亜ローマ時代のブリテンに招かれたと記されている。彼らはウィッピッズフリート（エブスフリート）に上陸し、行く先々でピクト人を撃破していった。ヘンギストとホルサはゲルマン人に救援要請をした。彼らの要請は受諾され、救援が届いた。その後、「ゲルマン人の3大勢力、旧サクソン人、アングル人、ジュート人」からさらに多くの人々がブリテンへやってきた。サクソン人はエセックス、サセックス、ウェセックスに、アングル人はイースト・アングリア、メルキア、ノーサンブリア、ジュート人はケント、ワイト島、ハンプシャーにそれぞれ居住した。
また、『アングロサクソン年代記』には、ウィトワーラ（ワイト島）の創設者としてウィトガーとストッフが、メオンワーラ（ハンプシャー州南部）の創設者としてポートという男とその2人の息子ビエダとマエグラオフが記されている。686年、ベーダ・ヴェネラビリスはジュート人領ハンプシャーがニューフォレストの西端まで広がっていると伝えているが、その中にはもう一つのジュート人、Yteneも含まれているようで、この2つの領土が連続した海岸ブロックを形成していたかは定かではない。ローマ帝国によるイングランド占領が終わりに近づくにつれ、東海岸への襲撃は激しさを増した。ブリタンニアの指導者たちがたちが採用した手段は、領土を割譲した傭兵の助けを借りることだった。傭兵がサセックスに到着するようになったのは、5世紀頃からではないかと考えられている。
7世紀以前は、アングロサクソン人の到来について書かれた資料はほとんどない。現存するほとんどの資料は、ジュート人の入植から数百年後に書かれたものである。『アングロサクソン年代記』が示す入植開始の年代は、考古学の発見の中で異論が唱えられている 。建国の伝説に代わる仮説のひとつは、フリジアや北ドイツ沿岸の以前から人が住んでいた地域が洪水で住めなくなったため、移住したというものだ。この仮説によれば、ブリタンニアは平和的共存と軍事的協力の見返りとして難民が定住するための土地を提供したことになる。
2～3世紀の船舶建造では、ユトランド半島の板張りの船をつなぎ合わせるために、従来の縫い留めではなく鉄の留め具が採用された。これによって、より強力な航海用船を建造することが可能になった。ユトランドからイギリスへ向かう船は、おそらくイギリス海峡を渡る前にニーダーザクセンやオランダの沿岸地域を航行したと思われる。当時の公開技術では船を一晩中係留しておく必要があったからだ。海洋考古学は、回遊する船は航路上のさまざまな河口域に避難していただろうと示唆している。この説を裏付ける当時の船の遺物や部品が見つかっている。
ジュート人は当初ケントに移住し、そこからワイト島、ハンプシャー南部、そしておそらくイースト・サセックスのヘイスティングス周辺に居住していたと思われる 。J・E・A・ジョリフは、5世紀のサセックスと5世紀のケントの農業と農業を比較した。彼は、5世紀のサセックスの農法はケント王国のジュート人のシステムが下敷きになっていることを示唆した。彼は、サセックスにはサクソン人が到着する以前からジュート人が定住しており、ジュート人の領土はケントからニューフォレストまで広がっていたのではないか、という仮説を立てた。北ソレント海岸はローマ時代から交易地であった。シドレシャムとチチェスター、チチェスターとウィンチェスターを結ぶ古いローマ街道は、ハンプシャーのジュート人の集落へのアクセスを提供していたと考えられる。したがって、セルジー地域に上陸した5世紀に到着したゲルマン系民族は、北のサウサンプトン・ウォーターに向かった可能性がある。そこから
メオン渓谷の河口に入り、現存するブリタンニアの人々の近くに定住することを許されたのだと考えられる。ベーダが記述したハンプシャーのジュート王国には、ジュート語であることを示す様々な地名がある。ビショップストーク（Ytingstoc）やメオン渓谷（Ytedene）などである
。

### マーシア人と南サクソン人による略奪
ケントでは、ホロスヘアが673（674）年にケントの君主となった。676年、マーシア王エセルレッドがケントに侵攻したため、彼はマーシアと対立したはずである。ベーダによると、
私たちの君主が即位された676年、マーシア王エセルレッドが強大な軍を率いてケントを荒らし回り、教会や修道院を冒涜した。—Bede 1910, 1.15
681年、マーシア王ウルフヘレはハンプシャー南部とワイト島に進出した。その後、彼はワイト島とメオンワラをサセックスのエゼルワルホに与えた。
ケントでは、一時期イードリックが叔父のホロスヘアと共同統治者となり、2人の名で法典が発布された。最終的に、イードリックは叔父に反旗を翻し、685年頃、南サクソン人の軍隊の助けを借りて、ホロスヘアを殺害し、彼に代わってケントの支配者となった。

### 西サクソン人の侵略
680年代、ウェセックス王国が台頭し、南サクソン人とマーシア人の同盟がイングランド南部を支配したため、西サクソン人は圧迫された。西サクソンの王キャドワラはおそらくイングランド南部におけるマーシア人と南サクソン人の影響力を懸念し、南サクソン人の土地を征服し、ハンプシャーとワイト島のジュート人地域を占領した。ベーダは、キャドワラが南サクソン人を残忍に弾圧し、ワイト島のジュート人を虐殺し、「自分の属州」の人々と入れ替えようとしたが、それができず、ジュート人が島の多数派であり続けたと記述している。
キャドワラはゲウィセ王国を手に入れた後、それまで完全に偶像崇拝に支配されていたワイト島を占領し、残酷な殺戮によってその住民をすべて滅ぼし、その代わりに自国の人々を住まわせようとした…—— Bede 1910, 4.16
キャドワラはワイト島の王アルワルドを殺した。王位継承者であったアルワルドの2人の弟は島を脱出したが、追い詰められてハンプシャーのストーンハムで発見された。彼らはキャドワラの命令で殺された。ワイト島は永久に西サクソン人の支配下に置かれ、メオンワラはウェセックスに統合された。キャドワラがウェセックスのウェセックスのイネに取って代わられた後、ケントは君主ムルの死に対する補償金をウェセックスに支払うことに同意したが、独立は維持された。

## 影響と文化
ジュート人のケント王国が建国された5世紀半ば頃、ローマ帝国の手法や影響はまだ強く残っていたと考えられる。ローマ帝国時代の集落デュロヴェルヌム・カンティアコルムが現在のカンタベリーになった。ケントの人々は、ラテン語のCantiaciをゲルマン語化したCantawaraと呼ばれていた。
全ての歴史家がベーダ案であるブリテンをアングリア・ジュティッシュ・サクソンの3つに分ける考えを完全に受け入れているわけではないが、ケント西部の人々がケント西部の人々がケント東部の人々とは文化的に異なっていたことを考古学的証拠が示している。西ケントはイングランド南東部の近隣諸国と「サクソン人」の特徴を共有していた。東ケント、ワイト島、ハンプシャー南部で発見されたブローチと苞葉は、アングロサクソン時代のイングランドの他の場所で発見された北ゲルマン様式に比べ、5世紀半ばから6世紀後半にかけてフランク人と北海の強い影響を示した。ケントの遺跡から発見された宝飾品を誰がつくったのか議論されている。ガリア北部やラインラント地方のローマ人工房で修行を積んだ職人たちが候補に挙がっている。また、それらの職人たちが独自のスタイルを確立していった可能性もある。6世紀後半には、西ケントは東ケントの特徴的な物資の文化を取り入れていた。
580年頃、フランク王国の王女ベルタがケント王エゼルベルトに嫁ぐためにケントに到着した。ベルタはすでにキリスト教徒であり、海峡を渡って司教リウドハルドを連れてきた。エセルベルトは、古いローマ時代の様式の建造物を再建し、聖マルティンに捧げ、ベルタがキリスト教の信仰を続けることができるようにした。597年、グレゴリウス1世はアングロサクソン人を改宗させる使節団としてアウグスティヌスをケントへ派遣した。教皇の使命を受け取ったとき、エゼルベルトは既に洗礼を受けていたという指摘もある。エゼルベルトはアングロサクソン人の支配者の中で最初に洗礼を受けた人物である。
キリスト教式の簡易埋葬が導入されたのもこの頃である。キリスト教の墓は通常東西に並んでいたが、異教徒の墓は例外的にそうではなかった。ヘイスティングの土地に考古学的な墓の証拠がないことは、そこに住んでいたのはケントから移住してきたキリスト教徒のジュート人であっただろうという仮説を裏付けていると考えられてい。ケントとは対照的に、ワイト島は686年にアングロサクソン・イングランドで最後に伝道された地域である。
ジュート人はガヴェルカインドと呼ばれる分割相続の制度を用い、これは20世紀までケントで行われていた。ガヴェルキンドの習慣は、ジュート人が定住していた他の地域でも見られた。イングランドとウェールズでは、1925年遺産管理法によってガヴェルカインドが廃止された。1925年に廃止されるまでは、ケントの土地はすべて、それが証明されるまではゲヴェルカインドが所有していると推定されていた。ケントがウィリアム征服王と、和平の見返りに地元の慣習を守ることを認めるという取引をした。

## 故郷と歴史的説明

ゲルマン民族が北ヨーロッパの沿岸地域から現在のイングランド地域へと移住した初期の時代。移住地域は、後の古英語の方言区分にほぼ対応している。

歴史家はジュート人がイングランドに定住した場所については確信を持っているが、実際にどこから来たのかについては意見が分かれている。
年代記録者のプロコピオスやリヨンのコンスタンティス、ギルダス、ベーダ、ネンニウス、『アングロサクソン年代記』、アルフレッド大王、アッサーは、5世紀半ばに定住した部族の名前に言及している。彼らの証言を総合すると、言及されているのは、アングル人、サクソン人、ジュート人、フリース人の4部族である。
ローマの歴史家タキトゥスは、ジュート人に発展したと思われるEudoses人と呼ばれる民族について言及している。
ジュート人はまた、古英語の詩『ベオウルフ』のフィンネスブルグ争乱断章のエピソードに描かれているフリジア人とデーン人の争いに関与したエオテナス人（ēotenas）とも同一視されている
。フランク王テウデベルト1世はユスティニアヌス帝に書簡を送り、その中で自身がサクソン人エウシイ（Eucii）と呼ばれる民族の領主であると主張した。エウシイ人はジュート人であったと考えられており、エテオナス人と呼ばれる記録にほとんど残っていない部族と同じであった可能性がある。エテオナス人は、ヴェナンティウス・フォルトゥナトゥスの詩（583年）の中で、フランク王国のテウデベール1世の宗主国であったと言及されている。エテオナス人はフランク王国北部のどこか、現在のフランドル、ヨーロッパ本土のケントとは反対側の地域に住んでいた。
ベーダはユトランド半島にジュート人の故郷があったと推測した。しかし、当時の墓品の分析から、東ケント、南ハンプシャー、ワイト島とのつながりは明らかになったが、ユトランドとのつながりを示す証拠はほとんどない。歴史家たちはユトランドをジュート人の祖国であったと仮定しているが、200年頃にデーン人がユトランド半島に侵入したとき、ジュート人の一部はデーン文化に吸収され、他のジュート人はフランク北部やフリジアに移住した可能性がある。
1884年にポンタス・ファールベックによって提案された、ギーツ人がジュート人であったという仮説がある。この仮説によれば、ギーツ人はスウェーデン南部とユトランド（ベオウルフが住んでいた場所）に居住していた
この仮説の根拠は以下の通りである。
- IútanやIótas、Eotasなどの別称でギーツ人に言及している一次史料[47]。
- アッサーは『アルフレッドの生涯』（第2章）において、ジュート人をゴート族と同一視している（アルフレッド大王が母オスブルガ（英語版）を通じてワイト島のジュート王国ウィトワラ（英語版）王朝の子孫であると主張する一節がある）[48]。
- グタサーガ（英語版）は、キリスト教以前のゴットランドの歴史を描いたサーガである。13世紀か14世紀に書かれたGuta Lag（ゴットランド法）の付録である。それによると、ゴットランドの住民の一部はヨーロッパ本土に向かったという。19世紀、プロイセンのヴィレンベルク近郊で、ゴート人またはゲピド人の大規模な埋葬地が発見された[49]。

しかし、ベオウルフ（8世紀～11世紀）とウィッズィス（7世紀後半～10世紀）では、部族名が混同されている可能性がある。（フリジア王フィンの一節では）エオテン人はギーツ人と明確に区別されている
フィンランドのジューティライネン（Juutilainen）という姓は「ジュッティ（juutti）」という言葉に由来しており、ユトランドやジュート人と関係があると推測する者もいる。

### 言語と文字
ルーン文字は、ローマ帝国と接触していたゲルマン人の故郷で生まれたと考えられている。実際、ルーン文字の中には、ラテン語を模倣したものもある。ルーン文字はアングロ・サクソン人と共に海を渡り、ケント州でその使用例が発見されている。アングロ・サクソン王国にキリスト教が布教されるにつれ、アイルランドのキリスト教宣教師によってラテン文字が導入された。しかし、アングロ・サクソンの音韻に相当するラテン文字が見つからない問題に直面した。彼らはラテン・アルファベットを修正し、ルーン文字を含めることでこれを克服した。これが古英語ラテンアルファベットとなった。ルーン文字は最終的に14世紀末までにラテン文字に置き換えられた。
| 大文字 | 大文字 | 大文字 | 大文字 | 大文字 | 大文字 | 大文字 | 大文字 | 大文字 | 大文字 | 大文字 | 大文字 | 大文字 | 大文字 | 大文字 | 大文字 | 大文字 | 大文字 | 大文字 | 大文字 | 大文字 | 大文字 | 大文字 | 大文字 | 大文字 | 大文字 | 大文字 | 大文字 | 大文字 | 大文字 | 大文字 | 大文字 | 大文字 | 大文字 | 大文字 | 大文字 |
| ------ | ------ | ------ | ------ | ------ | ------ | ------ | ------ | ------ | ------ | ------ | ------ | ------ | ------ | ------ | ------ | ------ | ------ | ------ | ------ | ------ | ------ | ------ | ------ | ------ | ------ | ------ | ------ | ------ | ------ | ------ | ------ | ------ | ------ | ------ | ------ |
| A      | Æ      | B      | C      | D      | Ð      | E      | F      | Ᵹ/G    | H      | I      | L      | M      | N      | O      | P      | R      | S      | T      | Þ      | U      | Ƿ/W    | X      | Y      |        |        |        |        |        |        |        |        |        |        |        |        |
| 小文字 |        |        |        |        |        |        |        |        |        |        |        |        |        |        |        |        |        |        |        |        |        |        |        |        |        |        |        |        |        |        |        |        |        |        |        |
| a      | æ      | b      | c      | d      | ð      | e      | f      | ᵹ/g    | h      | i      | l      | m      | n      | o      | p      | r      | s/ſ    | t      | þ      | u      | ƿ/w    | x      | y      |        |        |        |        |        |        |        |        |        |        |        |        |

アングロ・サクソン人が話していた言語は古英語として知られている。マーシア語、ノーザンブリア語、ウェスト・サクソン語、ケント語の4つの方言がある。ジュート人が定住した場所に関するベーダの記述によれば、ケント語は現在のケント、サリー、ハンプシャー南部、ワイト島で話されていた。しかし、その方言がどのようなものであったのか、どこから生まれたのかについては、歴史家の間でも意見が分かれている。ユトランド半島は、北ゲルマン語群と西ゲルマン語群の間の極めて重要な地域であると歴史家は見てきた。ジュート語が常にスカンディナヴィア方言であり、後に西ゲルマン方言の影響を強く受けるようになったのか、あるいジュート語がもともと西ゲルマン方言の連続体の一部であったのかを証明することはできていない。 言語学者によるケント方言の分析によれば、ケント語とフリジア語の間には類似性があった。この2つが同じ方言として分類されるのか、それともケント語がフリジア語や他の方言の影響を強く受けたジュート語の1種だったのかは、推測の余地がある。